# علم لويزيانا

علم ولاية لويزيانا

أعتمد علم ولاية لويزيانا في يوم 7 أيار - مايو من عام 2010 .

## أعلام سابقة
|  |  |  |  |  |